# Français populaire burkinabè
Selon André Magord et Rodrigue Landry, « Depuis quelques années, dans les villes principales telles que Ouagadougou, Bobo et Banfora, la langue française s'étend à d'autres situations de communication que celles juste décrites. Devant la dimension de plus en plus multilingue de ces villes, le français s'impose de façon croissante comme lingua franca chez les commerçants et lors des échanges liés à tous les petits métiers qui se multiplient dans ces grandes villes. La langue française parlée n'est plus alors le français standard mais un français qui, sans la base de l'écrit, se transforme, se réinvente pour une part. Cette expansion du français est relayée par l'affichage publicitaire très présent dans les villes et qui propose des slogans en français. Ces slogans deviennent vite populaires dans une société burkinabè à forte tradition orale. » 
Cette variété de français endogène qui résulte d'une hybridation linguistique est un pidgin en voie de créolisation.
Ainsi comme dans le pays voisin la Côte d'Ivoire est apparu un français populaire au Burkina Faso. Dans ce français appelé parfois « français de Ouaga » et qui reste essentiellement une langue orale, s'est créé un certain nombre d'interférences entre le français standard et le français populaire du Burkina du fait de l'influence des langues africaines dans la pratique locale du français
| Français burkinabè             | Signification                                                                                 |
| ------------------------------ | --------------------------------------------------------------------------------------------- |
| C'est comment?                 | Comment ça va?                                                                                |
| On dit quoi ?                  | Quoi de neuf ?                                                                                |
| Ça fait deux jours             | Ça fait longtemps qu'on ne s'est pas vu (même après deux semaines ou un mois)                 |
| Tu vois ça ?                   | Tu comprends ?                                                                                |
| Une mèche                      | Une cigarette                                                                                 |
| En tout cas...                 | Oui, ce que tu viens de dire est vrai et il n'y a rien d'autre à ajouter tellement c'est vrai |
| Dolo                           | La bière de mil                                                                               |
| Ça c'est deux cents deux cents | Ça c'est deux cents francs chacun                                                             |
| Un jeton                       | Une pièce de monnaie de valeur anonyme.                                                       |
| Ça donne / ça donne pas        | Ça fonctionne / ça ne fonctionne pas                                                          |
| C'est gâté                     | Ça ne marche plus, c'est en panne, c'est cassé                                                |
| Mordre le carreau              | Mordre la poussière                                                                           |
| Becqueter                      | Crier dessus, injurier                                                                        |
| Passer son temps à planer      | Rôder dans les rues à mobylette                                                               |
| Ou bien ?                      | N'est-ce pas?                                                                                 |
| Ça va un peu                   | Ça va, mais je n'ai pas d'argent                                                              |
| Une sucrerie                   | Un soda (Coca-Cola, Fanta)                                                                    |
| Un poulet-bicyclette           | Une cuisse de poulet                                                                          |
| Une pochette                   | Un mouchoir                                                                                   |
| Hier nuit                      | La nuit dernière                                                                              |
| Ça ne me dit rien              | Ça m'est égal                                                                                 |
| Y a la place                   | Assied toi                                                                                    |
| Un bâton                       | Une cigarette                                                                                 |
| C'est caillou                  | C'est difficile                                                                               |
| Laver une pellicule            | Faire développer un film                                                                      |
| Javer/ s'ambiancer             | Faire la fête                                                                                 |
| Un cellulaire                  | Un téléphone portable                                                                         |
| Une go/ une bouille            | Une fille                                                                                     |
| Avoir un deuxième bureau       | Avoir une maîtresse                                                                           |
| Tu fréquentes où?              | Où vas-tu à l'école?                                                                          |
| Demander la route              | Demander l'autorisation pouvoir partir/ sortir du village                                     |
| Un titanic                     | Un taxi public                                                                                |
| Avoir l'œuf colonial           | Ventripotent                                                                                  |
| Jusqu'à fatigué                | Trop                                                                                          |
| Le goudron                     | Une route bitumée                                                                             |
| C'est quoi même?               | Qu'est-ce qu'il y a?                                                                          |
| La descente                    | La fin de la journée de travail                                                               |
| Piéter                         | Aller à pied                                                                                  |
| Gagner petit                   | Avoir un enfant                                                                               |
| Goder                          | Boire                                                                                         |
| Y a pas le feu                 | Il n'y a pas de problème                                                                      |
| Sources: ,,                    |                                                                                               |

Un français populaire à l'écrit est aussi apparu dans la colonne Soliloque de Nobila Cabaret du quotidien burkinabè L’Observateur Paalga du vendredi initié par Boniface Batiana et repris par la suite par El Kabor mais aussi dans la rubrique Moi Goama du journal satirique Journal du jeudi.
- Francophonies africaines, Gisèle Prignitz, André Batiana , 1998, Pu Rouen,  (ISBN 2-87775-245-3)
- Amadou Bissiri,  "Le français populaire » dans le champ artistique francophone. Les paradoxes d’une existence", Cahiers d'études africaines, p. 163-164, 2001,
- Jean-Alexis Mfoutou, Dictionnaire des sigles et acronymes en usage au Burkina Faso, Editions L'Harmattan, Paris, 2017, 610 p.